# Juan Francisco Régis
Juan Francisco Régis S. J. (Fontcouverte, 31 de enero de 1597-Lalouvesc, 30 de diciembre de 1640) fue un sacerdote católico jesuita y santo francés, misionero llamado "el apóstol de Velay y Vivarais".

## Biografía
Hijo de Jean Régis y Marguerite de Cugunhan, estudió en el Colegio Jesuita de Béziers. Allí conoció la figura de san Francisco Javier, patrón de las misiones, lo que le ayudó en su vocación misionera. Entró en el noviciado de Toulouse el 8 de diciembre de 1616. Al terminar el noviciado cursó casi un año de Retórica en Cahors. Entre 1619 y 1621 fue profesor de Gramática en el Colegio de Billom, en Puy de Dôme. Entre 1622 y 1625 estudió Filosofía en Tournon-sur-Rhône. Durante estos años también ayudó a los misioneros rurales de los alrededores. Fue profesor de Gramática entre 1625 y 1627 enseñó Gramática en Le Puy-en-Velay y entre 1627 y 1628 en Auch. En octubre de 1628 empezó a estudiar Teología en Toulouse.
Se ordenó sacerdote en mayo de 1630 en Toulouse. Tras esto, regresó a su pueblo natal, donde fue misionero. Entre 1631 enseñó los clásicos en el Colegio de Pamiers. Trabajó como enfermero en la epidemia de peste bubónica que asoló Toulouse en 1631.
En julio de 1632 se trasladó a Montpellier, que entonces era la ciudad de Francia con más hugonotes. En el invierno de 1633 fue misionero en Sommières, donde prácticamente toda la población era hugonote. Logró algunas conversiones al catolicismo y confirmó a otros católicos en su fe.
Estableció la Confraternidad del Santísimo Sacramento en Sommières y en municipios de la región de Vaunage.
Hizo la profesión solemne de cuatro votos el 6 de noviembre de 1633 en Montpellier. Posteriormente recorrió la región montañosa de Cevenas. Predicó en las zonas rurales y en las ciudades de Montauban y Nimes, de mayoría hugonote.
En 1633 el obispo de la diócesis de Viviers le mandó llamar para que predicase, ya que había pocos sacerdotes católicos por las guerras de religión. Durante tres años, predicó en los pueblos de la región, entre los cuales estaban Saint-Gineis-en-Coiron, Saint Laurent, Darbres, Aubenas, Le Cheylard, Vinezac, Largentière, Chassiers, Uzer, Joyeuse, Sablières y Pourcharesses.
Atraía a la gente por su gran bondad y sus palabras sencillas. Su estilo de prédica era sencillo y directo, que lo hacían comprensible para el pueblo sencillo. Recaudaba dinero y comida de la gente próspera para dársela a los pobres.
Realizó apostolado entre prostitutas, lo cual hizo que fuese amenazado de muerte e incluso atacado por los proxenetas. Estableció un refugio para las mujeres rescatadas de esto y les facilitó formación en tejeduría de encajes para que pudieran ser independientes económicamente. El fundador de Compañía de Jesús, san Ignacio de Loyola, también ayudó a las prostitutas a dejar esa vida cuando estuvo en Roma.
Su trabajo misionero generó aversiones entre los hugonotes y entre una minoría de sacerdotes católicos, que consideraban que ponía en evidencia lo poco que habían hecho por mantener la fe. Le calumniaron frente al obispo, que al principio les ignoró, pero que, tras sus insistencias, decidió prescindir de los servicios de aquel misionero. Al general jesuita en Roma, Mucio Vitelleschi, también le llegaron las injurias contra Juan Francisco y pidió que se disculpase y que fuese trasladado. Posteriormente, el obispo leyó otros informes, de los amigos del misionero, reconoció su error y escribió al general de los jesuitas a favor de Juan Francisco.
En 1635 Juan Francisco pasó a Le Cheylard, que también era de mayoría hugonote. Fue recorriendo las zonas rurales de la región predicando y ayudando a los necesitados. Pasó temporadas en Serré y Girond. Entre enero y marzo de 1636 recorrió los pueblos y aldeas del valle del Doux.
En 1636 se instaló en el Colegio Jesuita de Le Puy. Predicó en la iglesia del colegio y en la del Monasterio de San Pedro, de los benedictinos. Creó un grupo de damas pudientes que repartían donaciones en los barrios pobres de la ciudad. Él también pedía limosna y la repartía entre los necesitados. También buscó trabajo a algunos necesitados. Ayudó a los trabajadores a obtener una justicia efectiva, poniéndose en contacto para ello con los magistrados y con el procurador real Poncio Pinot.
Jean-François Régis había establecido una reserva de trigo para alimentar a los pobres. Se produjo una hambruna en 1638 y repartió el trigo entre los pobres. También criticó duramente a los que se dedicaban a acaparar.
Organizó una reserva de trigo con la que auxilió a los pobres en la hambruna de 1638 y criticó a los que aprovecharon la ocasión para acaparar trigo: "Aprovechar una calamidad pública para enriquecerse a expensas de los miserables, es una villanía".
El 21 de diciembre de 1640, Juan Francisco y el hermano Bideau se dirigieron a una misión en Lalouvesc. Durante los tres días de camino debieron hacer frente al frío y a un temporal de nieve. Dio misas en aquella localidad, con gran concurrencia de público, incluyendo las de Navidad, y hubo muchas personas para confesiones. El 26 enfermó. Al preocuparse por su salud, acudieron los jesuitas de Tournón y el ecónomo del Colegio de Le Puy. El 30 de diciembre renovó su confesión general con el sacerdote Jacques Lascombe y recibió el viático. Casi a la medianoche del día 31 le dijo a Bideau: “Hermano, estoy viendo a Nuestro Señor y a Nuestra Señora que me abren el paraíso”. Antes de morir dijo las palabras de Cristo en la Cruz del Evangelio de Lucas 23:46: “Padre, en tus manos encomiendo mi espíritu".

## Devoción

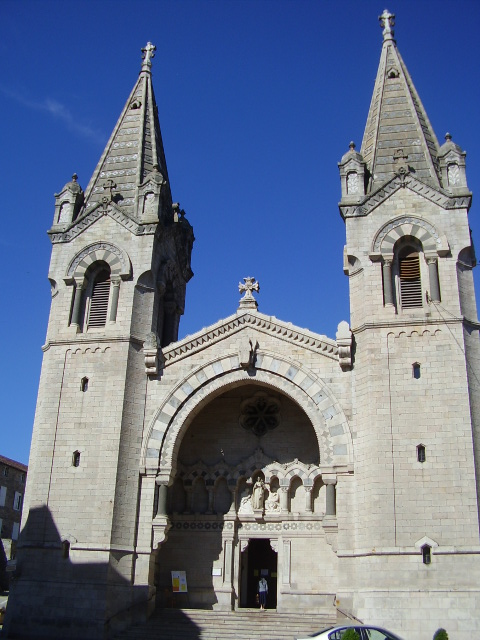
Basílica de San Juan Francisco Régis en Lalouvesc.

La devoción popular a Juan Francisco Régis comenzó el día de su muerte. Es uno de los misioneros más famosos de la Compañía de Jesús. Fue beatificado el 18 de mayo de 1716 por Clemente XI y canonizado el 16 de junio de 1737 por Clemente XII. Su fiesta es el 16 de junio.
El cuerpo del santo fue trasladado a un altar el 30 de septiembre de 1716. La iglesia donde se encontraban sus restos se convirtió en un lugar de peregrinación. Se construyó una segunda iglesia mayor, con la misma orientación, entre 1744 y 1754. Esta tenía una capilla dedicada al santo, donde se encontraban sus restos. La actual basílica se comenzó a construir en 1865 y fue consagrada en 1877 con el nombre de san Juan Francisco Régis. Su construcción finalizó en el 1900.
Durante la Revolución Francesa el cuerpo del santo fue trasladados, para protegerlo de eventuales profanaciones, a la casa de un sacerdote llamado Buisson. El 13 de julio de 1802 los restos fueron identificados por el obispo Jean-Baptiste de Chabot y trasladados de nuevo a la iglesia.
En 1806, cuando san Juan María Vianney, patrón de los sacerdotes, era estudiante en Écully, hizo voto de peregrinar a pie a la tumba de san Juan Francisco Régis, en Lalouvesc, que se encontraba a 100 kilómetros. Realizó la peregrinación con un bastón y el rosario. Una vez en el santuario, le pidió al santo ayuda para terminar sus estudios. En sus últimos días, Juan María Vianney dijo "todo lo que he hecho se lo debo a él".
En su juventud san Marcelino Champagnat, fundador de los maristas, peregrinó dos veces con su madre a la tumba de san Juan Francisco Régis, a comienzos del siglo XIX.
Santa Teresa Couderc entró en las Hermanas de San Francisco Régis en enero de 1826. Esta congregación había sido fundada a comienzos de aquel siglo por fray Jean-Pierre Etienne Terme con un grupo de religiosas en Aps. En 1827 la congregación se trasladó a Lalouvesc. Teresa Couderc llegó a ser la superiora. En 1828 Jean-Pierre Etienne Terme y Teresa Couderc fundaron la Compañía de Nuestra Señora del Retiro del Cenáculo.